# Tre piger og en gris
|  | Denne artikel er oprettet af botten PalnaBot ud fra en ekstern database. Den kan derfor have sproglige fejl eller mangler. Denne skabelon kan fjernes efter kontrol af indholdet. |

Tre kvinder ses isoleret i et soveværelse. En lille gris er først et kæledyr men bliver så kastreret. Grisen skal symbolisere den underlegne mand. Ude i mørket skal man forstå at den farlige mand Dracula lurer.